# Двойное кольцо (топология компьютерной сети)
Двойное кольцо — топология компьютерной сети, построенная на двух кольцах. Первое кольцо — основной путь для передачи данных. Второе — резервный путь, дублирующий основной. При нормальном функционировании первого кольца, данные передаются только по нему. При его выходе из строя оно объединяется со вторым и сеть продолжает функционировать. Данные при этом по первому кольцу передаются в одном направлении, а по второму в обратном. Примером может служить сеть FDDI.